# Büddenstedt
Büddenstedt – dzielnica miasta Helmstedt w Niemczech, w kraju związkowym Dolna Saksonia, w powiecie Helmstedt. Do 30 czerwca 2017 gmina samodzielna (niem. Einheitsgemeinde)